# Hoschuly
Hoschuly (ukrainisch Гожули; russisch Гожулы Goschuly) ist ein Dorf in der ukrainischen Oblast Poltawa mit etwa 2900 Einwohnern (2001).

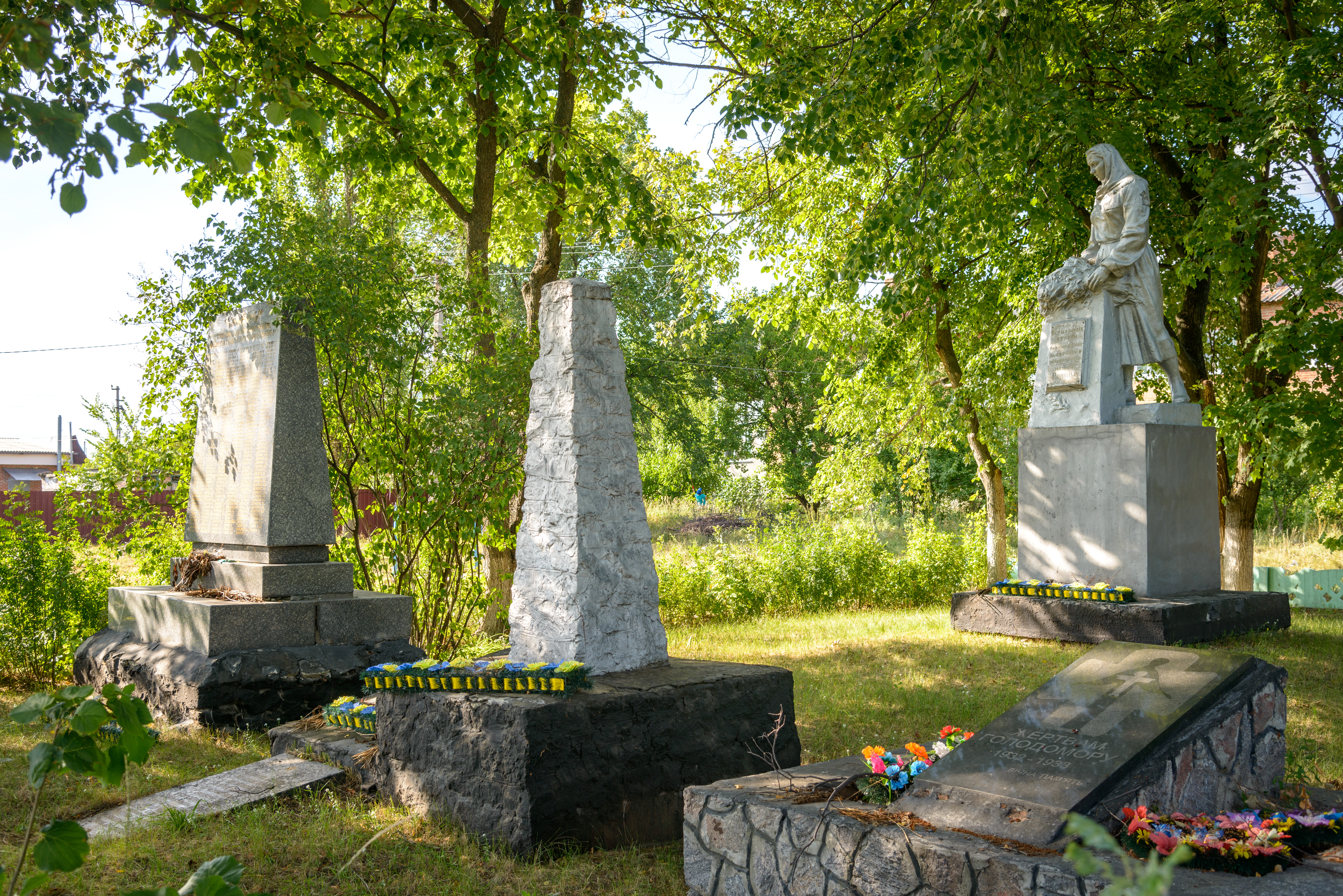
Denkmal im Ort

Das erstmals im 17. Jahrhundert schriftlich erwähnte Dorf liegt am nordwestlichen Stadtrand von Poltawa 9 km westlich von dessen Stadtzentrum und 3 km nördlich vom Dorf Supruniwka.
Am 12. Juni 2020 wurde das Dorf ein Teil der neugegründeten Stadtgemeinde Poltawa, bis dahin bildete es zusammen mit den Dörfern Andrijiwka (Андріївка), Soriwka (Зорівка) und Padalky (Падалки) die gleichnamige Landratsgemeinde Hoschuly (Гожулівська сільська рада/Hoschuliwska silska rada) im Westen des Rajons Poltawa.